# Voodoo 2

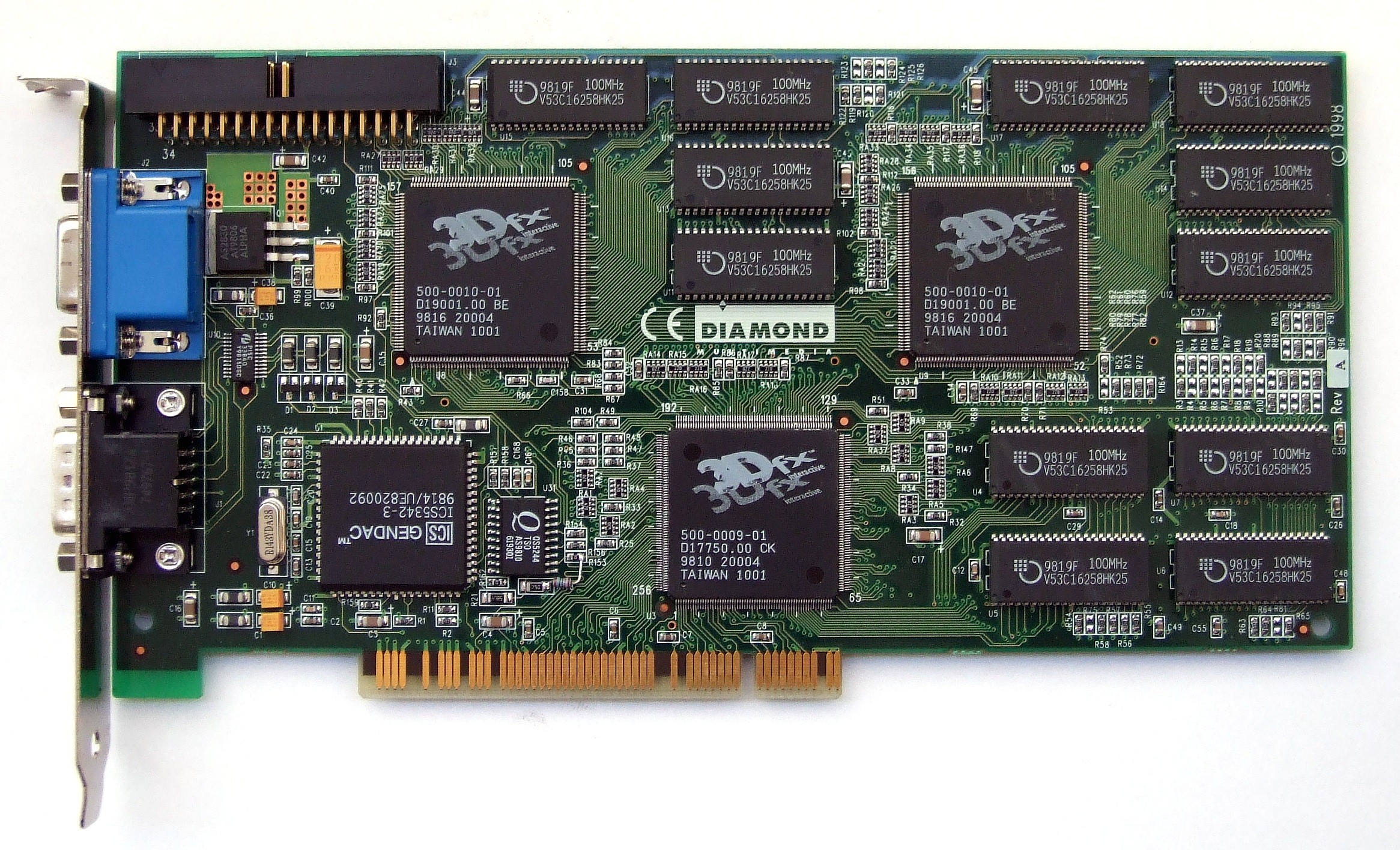
Akcelerator grafiki Diamond Monster 3D II 12MB zbudowany na bazie układu VooDoo 2

Voodoo 2 – akcelerator grafiki 3D do komputerów PC produkowany przez firmę 3Dfx Interactive. Kartę podłączano złączem PCI do płyty głównej oraz specjalnym przewodem do właściwej karty graficznej. Możliwe było szeregowe połączenie dwóch kart Voodoo 2 ze sobą co dodatkowo zwiększało wydajność. Karta ta przyśpieszała obliczenia związane z grafiką 3D. Także w tym modelu akceleratora do działania była też wymagana karta graficzna 2D lub 3D.

## Dane techniczne
- Pamięć 8 lub 12 MB EDO RAM,
- rozdzielczości: 640x480, 800x600 oraz 1024x768 (tylko w układzie SLI),
- Głębia koloru 16-bit.